# City Life
City Life är ett stadsbyggnadsspel. Spelet kan jämföras med SimCity då det finns många likheter mellan spelen, i bägge bygger man upp en stad från grunden. Man börjar med en liten summa pengar och för de pengarna bygger man en del servicebyggnader och man lägger också grunden till bostadsområden. Snart börjar människor flytta in i staden och bygger hus där de kan bo. Då är det också dags att bygga fabriker och kontor så att invånarna har någonstans att arbeta. Här skiljer sig spelet från SimCity genom att man inte lägger ut grunden för arbetsplatserna. Istället kan man välja mellan ett antal fabriks- och kontorsbyggnader som man placerar ut på kartan.
Man har hela tiden en budget som måste gå ihop. Det går att ta ett lån men de pengarna ska betalas tillbaka och belastar budgeten för flera år framåt. Intäkterna kommer från skatt som tas ut på bostäder, fabriker och kontorsbyggnader. Skattepengarna använder man till att bygga ut staden med nya bostadsområden, arbetsplatser och servicebyggnader. När det gäller servicebyggnader så är de uppdelade på olika områden och där finns bland annat affärer, sjukvård, skolor, polis och brandkår men man kan också bygga parker och torg för försköning av staden. Det finns flera byggnader att välja på inom varje kategori.
Något som verkligen skiljer spelet från SimCity är att det finns sex olika grupper av människor. De är:
- "Have nots" som är de fattiga och lågutbildade.
- "Blue collar" och "Fringes" är bägge medelklass. Blue collars arbetar inom industrin och Fringes inom utbildning och konstnärliga yrken.
- "Suits" och "Radical chics" är höginkomsttagarna.
- "Elites" finns högst upp på samhällsstegen.

De här grupperna har olika förhållanden till varandra; blandar man två grupper som tycker illa om varandra i samma kvarter kan det uppstå sociala konflikter. I början av spelet är de här konflikterna inte så svåra men när man byggt upp en stor stad så kan de utvecklas till regelrätta upplopp. Då kan uppretade folkmassor sätta eld på både bilar och hus. Då gäller det förstås att ha byggt ut både polisen och brandkåren.
Spelet släpptes 24 maj 2006.